# Wargasaluyu
Wargasaluyu is een bestuurslaag in het regentschap Bandung Barat van de provincie West-Java, Indonesië. Wargasaluyu telt 5923 inwoners (volkstelling 2010).